# バスケットボール女子メキシコ代表
バスケットボール女子メキシコ代表（Mexico women's national Basketball Team）は、メキシコバスケットボール連盟により国際大会に派遣されるメキシコの女子バスケットボールナショナルチームである。

## 歴史
ワールドカップには第1回を始め3回出場。しかし、五輪には出場しておらず、ワールドカップも1975年以来遠ざかっている。

## 過去の成績
- オリンピックの成績
  - 出場なし
- ワールドカップの成績
  - 1953年 － 8位
  - 1957年 － 8位
  - 1975年 － 6位
- アメリカップの成績